# كراع النمل
كُرَاع النَّمْل هو أبو الحسن علي بن الحسن بن الحسين الهُنائي الأزدي، الملقب بـ كُرَاعِ النَّمْلِ أو بـ كُرَاع، وهو اللُغَوِي النحوي، توفي سنة 316 هـ وقيل 307 هـ  و قيل 310 هـ.
ينتسب إلى هناة بن مالك بن فهم بن غنم بن دوس بن عدثان بن عبد الله بن زهران الأزدي.
سمي بكُرَاع النَّمْل لدمامته وقيل لقصره، سكن مصر وأخذ علم اللغة عن أهل الكوفة والبصرة، ولم يكن كُرَاع النَّمْل واسع الثقافة متعدد المعارف على عادة علماء عصره، وإنما قصر نفسه على الدراسات اللغوية وفقه اللغة والمعاجم.
اسم كُرَاع النَّمْل وأسماء مؤلفاته يتردد عشرات المرات في أمهات كتب اللغة، كالمحكم ولسان العرب، وكثيرًا ما تقف الرواية عند كُرَاع النَّمْل، ويكون هو أعلى مصدر لها تُنسب إليه، وكتابه المنتخب لا يقل شأنًا عن مصنف أبي عبيد الذي قضى في تصنيفه أربعين سنة، وترجع أهمية هذا الكتاب إلى أنه اشتمل على مفردات بمعان مروية عن كُرَاع النَّمْل في كتب اللغة، ويدل هذا على أنه يُعد مصدرًا من مصادر اللغة الأولى.

## مؤلفاته

غلاف كتاب المنتخب من غريب كلام العرب

قال حمد الجاسر : رغم أن جُـل مؤلفاته مفقودة إلا أن أمهات كتب اللغة تحوى منقولات كثيرة جداً منها.
له في اللغة والنحو عدّة كتب هي:
1. الأوزان.
2. المجراد.
3. المنجّد أو المُنَجَّد في اللُّغَة.
4. المنضّد أو المنضّد في اللغة.
5. المجرّد أو مجرّد الغريب، وهو اختصار للمنضد.
6. المجهد، وهو اختصار للمجرد.
7. المنتخب أو المنتخب من غريب كلام العرب.
8. أمثلة الغريب أو أمثلة غريب اللغة أو أمثلة الغريب على أوزان الأفعال أورد فيه غريب اللغة.
9. المصحف.
10. المنظم.
11. المنتظم.
12. لهجة في اللغة.